# Propositura di Santa Maria Assunta (Stazzema)
La chiesa di Santa Maria Assunta è un edificio sacro che si trova a Stazzema. È una delle propositure storiche della zona, assieme a Barga, Pietrasanta e Seravezza. Simboleggia il potere dell'arcidiocesi di Pisa nell'Alta Versilia.

I primi accenni sulla pieve di oggi, si hanno, nell'850 d.C., nata in origine ad una sola navata, con il tetto a capriata; che veniva usato per le costruzioni dai romani. La pieve attuale risale nelle sue forme architettoniche al XIII secolo. La facciata, chiusa sul lato meridionale da un portico, è spartita orizzontalmente da archetti su mensole scolpite a motivi zoomorfi e si apre in alto con un grande rosone occluso nell'800 per far posto all'organo in controfacciata. Sopra il portale d'ingresso si trova un affresco (battesimo di Gesù) del maestro Marcello Tommasi. L'interno, a tre navate, ristrutturato nel Cinquecento quando ricevette il bel soffitto a cassettoni, conserva l'Assunzione della Vergine, di Pietro da Talada, eccentrico pittore attivo tra Versilia e Garfagnana poco dopo la metà del Quattrocento, una predella di Zacchia il Vecchio datata 1525 e un Sant'Antonio abate in marmo attribuito a Niccolò Civitali. L'organo posto nel 1808 venne costruito nel 1787.

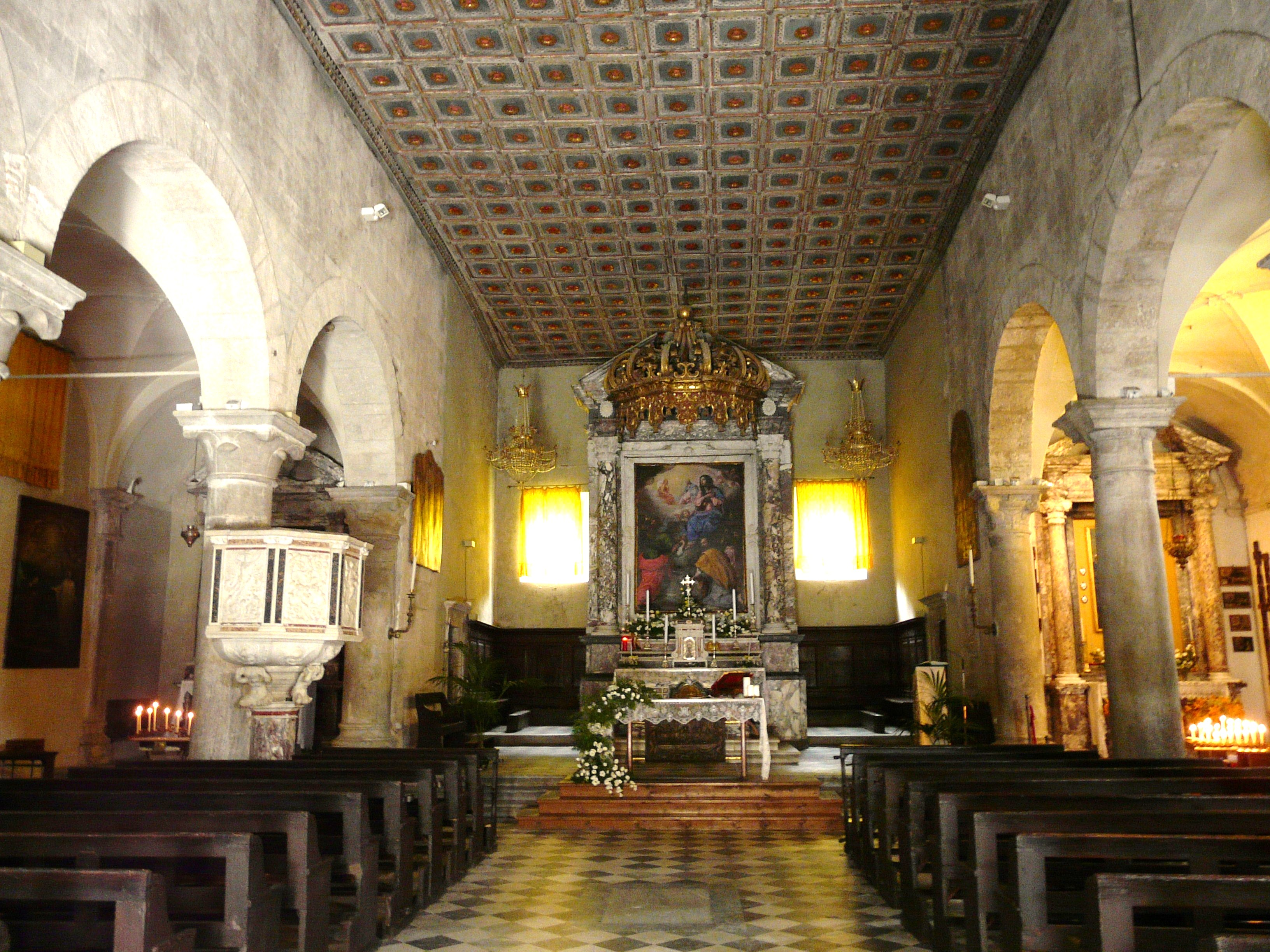
Interno

Inoltre nella parte sinistra della facciata, sotto il loggiato, nel muro è stata murata un'antica urna romana risalente al I secolo d.C., ed è l'unica parte rimanente del tempio Romano di Mercurio, edificato attorno al 200 a.C. Con l'arrivo da parte dei Romani in Versilia; questo fa sì che sia il sito di culto più antico di tutto il territorio della Versilia.

Il campanile ospita un poderoso concerto di 3 campane, intonate in Mi bemolle minore. Di queste la campana piccola e la grande sono state fuse da Giovanni Battista Bimbi di Fontanaluccia (MO) nel 1857 e la mezzana colata da Giuseppe e dal figlio Giovanni Battista Bimbi di Villa Collemandina (LU) nel 1830. Sono inoltre presenti due campanelle delle quali la grande è opera di Ludovico Bimbi di Villa Collemandina (risalente al 1827) e la piccola rifusa da Lorenzo Lera di Lucca nel 1949. 

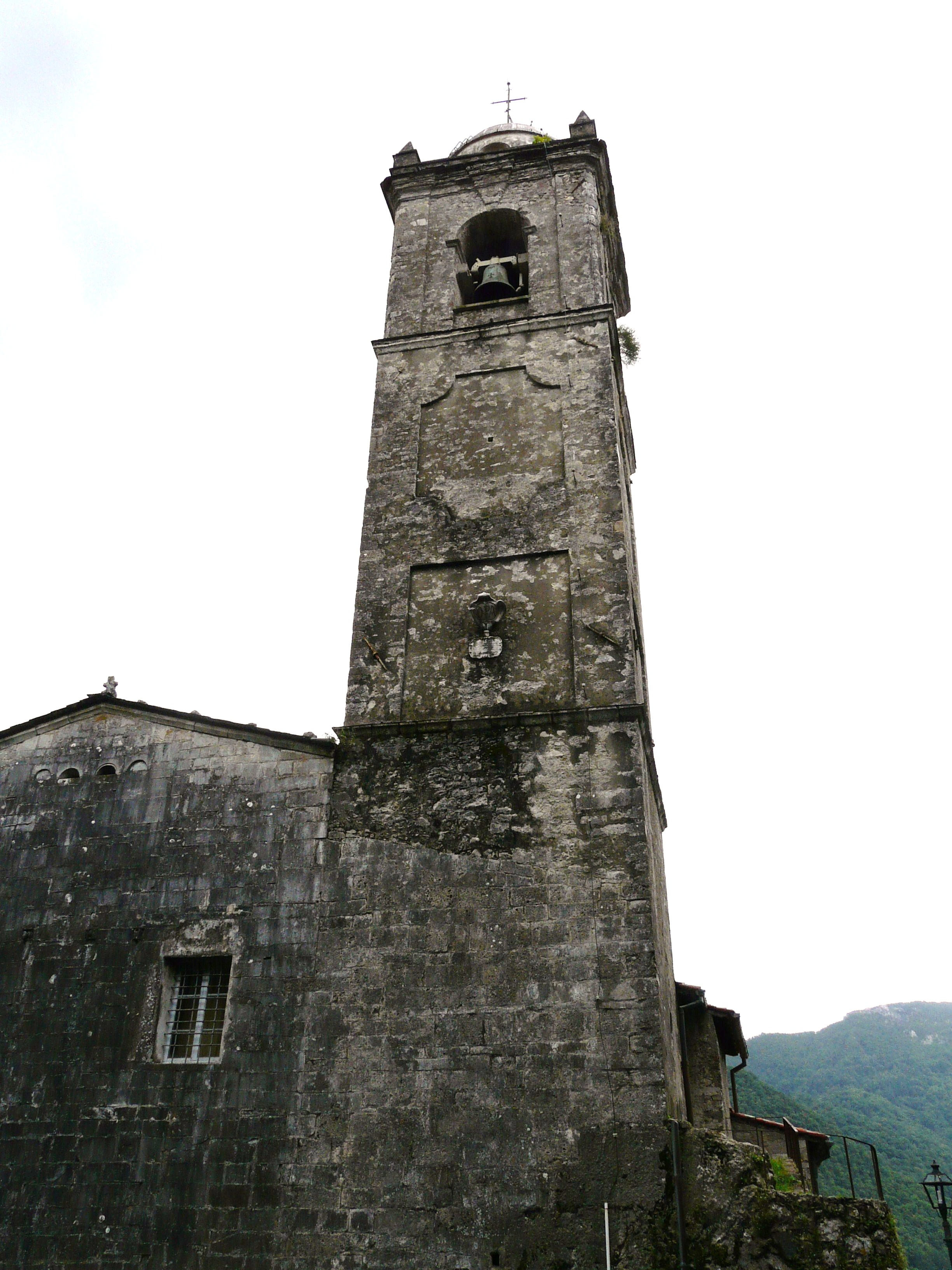
Il campanile

## Loggiato
Il seicentesco loggiato da due anni a questa parte è stato ristrutturato poiché versava in condizioni precarie tornando così al suo antico splendore.

## L'organo monumentale
A seguito della demolizione della collegiata di San Pietro di Massa, l'organo fu venduto alla chiesa di Stazzema e collocato nel 1808. A sua volta il precedente fu alienato alla non più esistente pieve di San Vito in Montignoso, come organo di gran valore, che in realtà non era, tanto da subire in seguito continui rimaneggiamenti e revisioni. L'organo è posizionato sopra la porta principale su una struttura sopraelevata, detta cantoria alla quale si accede attraverso una scaletta in legno posizionata sulla destra in prossimità di uno dei due ingressi laterali della chiesa.  La cassa armonica, in stile barocco, è arricchita da sculture lignee dorate. Una targa con scritto "Antonio Tronci, Filippo e Benedetto" fa risalire la costruzione dell'organo alla ditta di Pistoia, che fu chiamata alla prima risistemazione dell'organo al momento del suo posizionamento nella chiesa di Stazzema. L'organo risale al 1787 e possiede tutte le caratteristiche degli organi italiani di quel periodo, avendo una sola pedaliera e un'unica tastiera.
La tastiera è molto piccola, composta da 30 tasti bianchi e 18 neri. Il fatto che abbia così pochi tasti bianchi sta a dimostrare che la sua estensione sia inferiore alle tipiche 4 ottave. Anche le tastiere degli organi del '700 avevano un'estensione limitata ma comunque di 40 tasti circa. Si tratta di una tastiera con la prima ottava "scavezza". Nella ottava "scavezza" la prima ottava (quella delle note più basse) non ha la completa successione delle note come le ottave "normali" ma è composta da solo cinque tasti. Questi cinque tasti rappresentano i suoni FA, SOL, LA, SI, DO. Per poter completare questa ottava (mancherebbero le note DO, RE, MI) sono stati utilizzati i tasti neri FA # e SOL # e il tasto MI in questo modo: il primo tasto MI in realtà produce il suono DO, il tasto FA # produce il suono RE, il tasto SOL # produce il suono MI e il resto dell'ottava torna a corrispondere ai tasti della tastiera. A causa di questa ottava "scavezza" mancano 4 note: SOL#, DO #, FA # e MI b. La musica che veniva eseguita a quell'epoca infatti era composta in tonalità che non esigevano la presenza di queste note. Questa è quindi una caratteristica molto importante della sua epoca di costruzione.
La pedaliera: è costruita in legno ed ha la stessa particolarità della tastiera “scavezza” nella pedaliera. La sua principale funzione è quella di amplificare gli accordi armonici.
Alcuni registri offrono la possibilità di ascoltare suoni non più realizzabili dai moderni strumenti musicali come il nazardo. I registri che sono azionati da 15
diverse leve, poste sul lato destro della cassa armonica, consentono ad ogni singolo elemento della tastiera di produrre una nota con diversi timbri. Una caratteristica singolare sta nel fatto che parte dei registri sono spezzati. Ciò significa che non agiscono su tutta la tastiera ma solo su metà di essa. I registri indicati come "bassi" agiscono sulla parte grave (di sinistra) mentre quelli rimanenti agiscono sulla parte acuta (a destra). Questo permette di ottenere contemporaneamente timbri differenti, uno per l'accompagnamento (controcanto) e l'altro per la melodia (soprani e solisti). I registri dell'organo di Stazzema appartengono a tre diverse famiglie:
- Principali: (principale, ottava, decima quinta, ecc.) che possono essere azionate anche tutte insieme da un'unica leva.
- Flauti: (nazardo, ottavino, non ha il bordone)
- Ance: (tromba, clarino, corno inglese, bombarda) che risultano essere registri assai rari e innovativi all'epoca dei Tronci i fratelli organari originari di Pistoia, caratterizzavano i loro strumenti musicali con questi registri da "concerto" in particolare il registro del cornetto che diventò il loro segno distintivo.
È possibile ascoltare il suono prodotto da tutte le canne contemporaneamente azionando 9 registri oltre al principale.
- Le canne. attraverso le quali l'aria arriva mediante l'azione dei registri, sono 720 di cui 56 a vista. Le altre sono racchiuse dentro una grande cassa armonica in stile barocco. Sono di diverse dimensioni e realizzate in stagno circolari e legno quadrate per i bassi.
Attualmente l'organo funziona con l'ausilio di un motore elettrico che alimenta il mantice. Questo è comunque collegato alla sua antica leva (ancora funzionante) che non è stata eliminata per mantenere l'integrità dello strumento musicale e garantirne la preziosità. Sopra la leva che aziona il mantice è posto un righello in legno graduato lungo il quale si muoveva un indicatore per segnalare la quantità di aria ancora presente ("quasi vuoto", "pieno", "poca aria", ecc.). Ancora oggi l'organo è funzionante.